# Парламентские выборы в Науру (2010, июнь)
Досрочные парламентские выборы в Науру прошли 19 июня 2010 года после выборов в апреле того же года, в результате которых правительство оказалось в подвешенном состоянии из-за равного количества депутатов в правительственной фракции и оппозиции, включавшие по 9 членов парламента. Это привело к длительному чрезвычайному положению в Науру после выборов. В результате в выборах участвовало 5 180 избирателей.

## Контекст выборов
Выборы проходили во время чрезвычайного положения, введённого президентом Науру Маркусом Стивеном. Избирателям было дано уведомление только за одну неделю до даты выборов.

## Избирательная система
После последних парламентских выборов в июне 2010 года парламент принял закон об увеличении числа депутатов с 18 до 19, чтобы предотвратить возможность патового голосования 9 — 9.

## Итоги
Результатом было неявное большинство, что привело к подвешенному парламенту. Один депутат от оппозиции проиграл переизбрание, в то время как все остальные 17 были переизбраны. В результате единственный независимый депутат Милтон Дьюб держал баланс сил. Он был избран в округе Айво, одержав победу над Дантесом Цици из оппозиции. Новый депутат объявил себя независимым и заявил, что поддержит сторону, которая сделает больше всего для его избирательного округа. В частности он хотел снизить уровень фосфатной пыли от местной фабрики.
30 июня 2010 года спикером был избран Алоизий Амвано, но потребовал, чтобы Стивен ушёл с поста президента. Последователи Стивена согласились с этим, но только если новый президент придёт из их рядов, их предпочтительным кандидатом был Кирен Кеке.
6 июля 2010 года оппозиционный депутат Райкерс Соломон присоединился к правительству, однако Амвано отказался разрешить ходатайство об избрании президента, приостановив парламент до 8 июля 2010 года. После этого Амвано был уволен 7 июля 2010 года Стивеном, но отказался уйти. На коротком заседании парламента, состоявшемся 9 июля 2010 года, вице-спикер Лэндон Дейреража объявил, что занял пост спикера.
После дальнейших разногласий президент объявил чрезвычайное положение.
1 ноября бывший президент Людвиг Скотти был избран спикером, что положило конец тупику. Маркус Стивен был впоследствии переизбран президентом, победив Милтона Дьюба с 11 голосами против 6.